# Basoda
Basoda là một thành phố và khu đô thị của quận Vidisha thuộc bang Madhya Pradesh, Ấn Độ.

## Địa lý
Basoda có vị trí 23°51′B 77°56′Đ / 23,85°B 77,93°Đ Nó có độ cao trung bình là 399 mét (1309 foot).

## Nhân khẩu
Theo điều tra dân số năm 2001 của Ấn Độ, Basoda có dân số 62.358 người. Phái nam chiếm 53% tổng số dân và phái nữ chiếm 47%. Basoda có tỷ lệ 69% biết đọc biết viết, cao hơn tỷ lệ trung bình toàn quốc là 59,5%: tỷ lệ cho phái nam là 76%, và tỷ lệ cho phái nữ là 61%. Tại Basoda, 15% dân số nhỏ hơn 6 tuổi.